# 대한민국 관재청
관재청은 대한민국의 옛 중앙행정기관이다. 1949년 12월 19일 재무부 세관국을 개편하여 발족하였으며 1955년 2월 17일 재무부 관재국으로 개편되면서 폐지되었다.

## 설치 근거 및 소관 업무
- [법률 제74호, 1949.12.19 제정] 제1조[1] 제37조[2]

## 연혁
- 1949년 12월 19일 - 국무총리 직속으로 관재청을 설치.
- 1955년 2월 17일 - 관재청을 폐지.

## 역대 청·차장

### 관재청장
| 공화국      | 대수 | 이름           | 임기                      | 출신지              | 출신학교      | 비고                                                      |
| ----------- | ---- | -------------- | ------------------------- | ------------------- | ------------- | --------------------------------------------------------- |
| 제 1 공화국 | 초대 | 백남칠(白南七) | 1949년 12월 ~ 1950년 11월 |                     |               |                                                           |
| 제 1 공화국 | 2대  | 유완창(兪莞昌) | 1951년 5월 ~ 1953년 6월   | 경기 한성 (현 서울) | 일본 도쿄농대 | 부흥부 장관                                               |
| 제 1 공화국 | 3대  | 인태식(印泰植) | 1953년 9월 ~ 1954년 2월   | 충남 당진           | 일본 도호쿠대 | 재무부 장관&제3·4·6대 국회의원&국회 예산결산위원회 위원장 |
| 제 1 공화국 | 4대  | 최도염(崔道龍) | 1954년 2월 ~ 1954년 10월  |                     |               |                                                           |
| 제 1 공화국 | 5대  | 유완창(兪莞昌) | 1954년 10월 ~ 1955년 2월  | 경기 한성 (현 서울) | 일본 도쿄농대 | 부흥부 장관                                               |